# 安岡正光

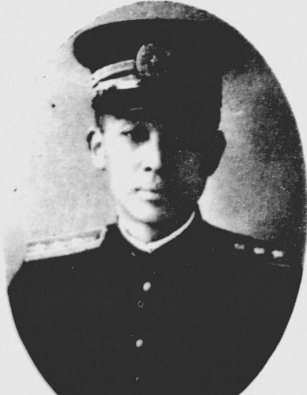
安岡正光

安岡 正光（やすおか まさみつ、1896年（明治29年）2月15日 - 1962年（昭和37年）4月20日）は、日本の内務・警察官僚。官選山梨県知事。

## 経歴
福島県伊達郡梁川町（現伊達市梁川町）元陣内で、眼科医・安岡正熈（せいき）の二男として生まれる。梁川小学校、福島中学校（現福島県立福島高等学校）を経て第一高等学校を卒業。1918年10月、高等試験に合格。1919年（大正8年）、東京帝国大学法学部法律学科（英法）を卒業。同年7月に 内務省に入省し内務属・会計課勤務となるが休職となり、同年12月に一年志願兵として善通寺歩兵第43連隊に入隊し現役満期後に再び内務属となった。
以後、1921年（大正10年）4月に長崎県警視、同年12月神奈川県警視、1923年（大正12年）4月に愛媛県理事官となり、1925年（大正14年）5月に兵庫県に転じ、1929年（昭和4年）7月岡山県書記官・学務部長、1931年（昭和6年）1月長崎県書記官・学務部長、同年12月千葉県書記官・警察部長、1932年（昭和7年）8月京都府書記官・警察部長、1935年（昭和10年）1月広島県書記官・総務部長、1937年（昭和12年）7月兵庫県書記官・総務部長、1939年（昭和14年）4月神奈川県書記官・総務部長などを歴任。
1940年（昭和15年）1月19日、山梨県知事に就任。体育奨励、学校教員・警察官の待遇改善、大政翼賛会県支部組織などに尽力。1941年1月7日、依願免本官となり退官した。
その後、千葉市松波町（現中央区松波）に住み、帝都高速度交通営団監事、東京商工経済会理事、関東地方厚生保護委員などを務めた。

## 親族
- 妻 安岡レイ（川村竹治の長女）[5]
- 長男 安岡昭男（歴史学者）[5]

## 栄典
- 1940年（昭和15年）8月15日 - 紀元二千六百年祝典記念章[6]